# Trina Michaels
Trina Michaels (ur. 13 stycznia 1983 w San Francisco) – amerykańska aktorka i reżyserka filmów pornograficznych. Występowała także jako Trina.

## Kariera
Urodziła się w San Francisco w stanie Kalifornia. Na początku swojej kariery pracowała jako agentka ubezpieczeniowa i kelnerka. 
Wraz z występem w reklamie napoju alkoholowego Hpnotiq po raz pierwszy miała styczność z ludźmi z branży pornograficznej. Trina szybko się zainteresowała pracą w przemyśle pornograficznym i wkrótce podpisała kontrakt z jedną z agencji z Los Angeles. Zadebiutowała na ekranie w 2004 roku w filmie Jack’s Playground #19. Dobre recenzje filmu sprawiły, że Trina dostała kolejne propozycje filmowe. Zagrała w ponad 300 produkcjach, grając głównie w scenach seksu analnego oraz podwójnej penetracji. W latach 2008–2013 pracowała dla Kink.com w scenach BDSM z Jamesem Deenem, Markiem Davisem, Steve’em Holmesem, Marco Banderasem, Johnem Strongiem, Anthonym Rosano, Randym Spearsem, Jackiem Hammerem, Mattem Williamsem, Cydem Blackem, Sashą Grey, Annie Cruz, Isis Love, Amber Rayne, Audrey Rose, Amber Keen, Claire Dames, Ashley Fires, Ariel X, Dee Williams, Sabriną fox, Cherry Torn, Holly Hearts, Harmony Rose, Hollie Stevens, Bellą Rossi, Daphne Rosen, Dia Zervą, Tią Ling, Gia DiMarco, Christiną Carter i Raine Degrey.
W wysokobudżetowej produkcji Digital Playground Piraci (Pirates, 2005) pojawiła się jako prostytutka w Różowych Kulach Armatnich. 
Wystąpiła też w serii Exposed, której producentem jest MTV i w programie Howarda Sterna (2007).
Trina jest zagorzałą fanką wrestlingu. Jako menedżerka reprezentowała zawodników pochodzących z większości federacji wrestlingu - w tym także dla federacji ze sceny niezależnej zajmujących się tym sportem.

## Nagrody i nominacje
| Rok  | Nagroda                      | Kategoria                              | Film                   | Inni wykonawcy             | Rezultat  |
| ---- | ---------------------------- | -------------------------------------- | ---------------------- | -------------------------- | --------- |
| 2006 | AVN Awards                   | Najlepsza nowa gwiazdka                | –                      | –                          | Nominacja |
| 2006 | AVN Awards                   | Najlepsza scena triolizmu              | Sex Fiends 2 (2005)    | Steve Holmes i John Strong | Nominacja |
| 2007 | AVN Award                    | Najlepsza scena seksu analnego - film  | Fuck (2006)            | Sean Michaels i Mr. Marcus | Nominacja |
| 2007 | AVN Award                    | Najlepsza scena seksu grupowego - film | Fuck (2006)            | Sean Michaels i Mr. Marcus | Nominacja |
| 2008 | F.A.M.E. Awards (finalistka) | Najbardziej niedoceniana gwiazda       | –                      | –                          | Wygrana   |
| 2008 | AVN Award                    | Najlepsza scena seksu analnego - wideo | Sophia Revealed (2006) | Anthony Hardwood           | Nominacja |
| 2008 | AVN Award                    | Niedoceniana gwiazdka roku             | –                      | –                          | Nominacja |
| 2011 | AVN Award                    | Crossoverowa gwiazda roku              | –                      | –                          | Nominacja |
| 2013 | XBIZ Award                   | Crossoverowa gwiazda roku              | –                      | –                          | Nominacja |